# Afričanka
Afričanka (francouzsky: L'Africaine) je francouzská grand opera, poslední dílo Giacoma Meyerbeera, uvedená posmrtně v roce 1865. Libreto k opeře napsal Eugène Scribe a zabývá se fiktivními událostmi, které měl prožít portugalský mořeplavec Vasco da Gama. Meyerbeerův pracovní název pro operu byl rovněž Vasco da Gama.

## Osoby a první obsazení
| Role                                                  | Hlas        | Premiéra, 28. dubna 1865 |
| ----------------------------------------------------- | ----------- | ------------------------ |
| Vasco da Gama                                         | tenor       | Emilio Naudin            |
| Nelusco, otrok                                        | baryton     | Jean-Baptiste Faure      |
| Selica, indická královna                              | soprán      | Marie Constancie Sasse   |
| Don Pedro, prezident Královské admirality v Lisabonu  | bas         | Jules-Bernard Gaffiot    |
| Don Diego, admirál                                    | bas         | Armand Castelmary        |
| Inés                                                  | soprán      | Marie Battu              |
| Don Alvar                                             | tenor       | Victor Warot             |
| Velký inkvizitor lisabonský                           | bas         | Joseph David             |
| Brahmův velekněz                                      | bas         | Louis-Henri Obin         |
| Anna, Inésina služka                                  | mezzosoprán | Leonia Levielly          |
| Zastupitelé rady královské, Indové, vojáci, námořníci |             |                          |
| Dirigent: François-George Hainl                       |             |                          |

## Obsah opery
Afričanka je velká opera o pěti dějstvích. Odehrává se kolem r. 1500 v Lisabonu, na moři a na tropickém ostrově.

### 1. jednání
V poradně lisabonské admirality se Inez, dcera admirála Diega dovídá, že její snoubenec Vasco da Gama, důstojník Bernarda Diaze, na poslední nešťastné námořní výpravě zemřel. Inez se má tedy podle přání otcova stát ženou předsedy královské rady dona Pedra. Při ztroskotání Diazových lodí se však zachránil jako jediný ze všeho mužstva právě Vasco, jenž přijíždí a ihned předkládá královské radě plán nové cesty. Na důkaz existence nových zemí přivádí dva otroky, Séliku a Néluska. Ze žárlivosti na možné Vascovy úspěchy i na Inez je don Pedro proti Vascovým návrhům. To Vasca popudí k urážlivým výrokům proti královské radě a don Pedro toho využívá, aby dal Vasca uvrhnout do vězení.

### 2. jednání
O Vasca pečuje ve vězení Selika, která se do něho hluboce zamilovala i přes výčitky a hrozby Neluska, jenž zase miluje ji, kdysi vznešenou kněžnu svého kmene. Selika ví, že Vascova láska patří Inez, přece mu však chce pomoci k úspěchu a prozrazuje mu novou, výhodnější cestu mořem kolem ostrova Madagaskaru, jejího domova. Vasco touží nyní tím více po svobodě. Dostává se mu jí obětí Inez, jež se provdala za dona Pedra, aby tak vykoupila svobodu Vascovu. Dojat jejím činem, daruje ji Vasco Neluska i Seliku. Roztrpčen slyší však další těžkou zprávu, že nové výpravě nebude velet on, ale don Pedro, k němuž se Nelusko hlásí za kormidelníka.

### 3. jednání
Nelusko, pln divé zášti k bělochům, přivodil během cesty zkázu dvou lodí Pedrových a chce zničit i třetí. Pedro mu stále důvěřuje, ač je varován. Tu se objevuje loď Vasca da Gamy, jenž na vlastní pěst podnikl výpravu za týmž cílem. Kvůli Inez, která jede s Pedrem na jeho lodi, varuje Vasco dona Pedra, že žene svou loď do záhuby, ten se však na něj nenávistně vrhá. Prudká bouře dává však Vascovi za pravdu. Pedrova loď se rozbije o skaliska a všichni běloši jsou divochy pobiti.

### 4. jednání
Ze všech bělochů zůstal naživu jen Vasco, kterého zachránila Selika tím, že jej prohlásila svému lidu za svého manžela. Nelusko z lásky k ní její výrok potvrdí. Vasco, vděčen za záchranu, slibuje jí svou lásku, náhle se však objeví, že i Inez se zachránila z vln. Tu Vasco znovu zatouží po Inez.

### 5. jednání
Selika cítí, že Vasca k ní poutá pouze slib a čest. Rozhoduje se proto obětovat svou lásku. Pomocí Néluskovou zachrání Inez od smrti, ke které ji domorodci odsoudili. Nelusko vsadí Inez i Vasca do člunu, jenž je odveze k lodi Vascově, a šlechetná Selika, hledíc na jejich odjezd, odsuzuje se k smrti, určené pro Inez: otráví se vdechováním omamné, jedovaté vůně květů manzanilly.